# Bodham
Bodham is een civil parish in het bestuurlijke gebied North Norfolk, in het Engelse graafschap Norfolk met 484 inwoners.